# حدود السيطرة
حدود السيطرة (بالإنجليزية: The Limits of Control) هو فيلم دراما، وفيلم جريمة
أُصدر في 1 مايو 2009، و19 نوفمبر 2009، في المجر، و28 مايو 2009، في ألمانيا. ومن توزيع فوكس فيتشرز، و، وقد أخرجه جيم جارموش، وكَتَب السيناريو جيم جارموش.

## القصة
في أحد المطارات، يتلقى الرجل الوحيد تعليماتٍ بشأن مهمته من كريول. المهمة نفسها لم تُعلن، والتعليمات غامضة، تتضمن عباراتٍ مثل: "كل شيء ذاتي"، و"الكون بلا مركز ولا حواف؛ الواقع عشوائي"، و"استخدم خيالك ومهاراتك". بعد اللقاء في المطار، يسافر إلى مدريد ثم إلى إشبيلية، ويلتقي بعدة أشخاص في المقاهي والقطارات على طول الطريق.
يتبع كل لقاءٍ النمط نفسه: يطلب فنجاني إسبريسو في مقهى وينتظر، ثم يصل إليه معارفه ويسأله بالإسبانية: "أنت لا تتحدث الإسبانية، أليس كذلك؟" بطرقٍ مختلفة، فيجيب: "لا". يُخبره المعارف عن اهتماماتهم الشخصية، كالجزيئات أو الفن أو السينما، ثم يتبادلان علب أعواد الثقاب. تحتوي كل علبة على رمز مكتوب على ورقة صغيرة، يقرأها الرجل الوحيد ثم يأكلها. تقوده هذه الرسائل المشفرة إلى موعده التالي.
يصادف مرارًا امرأةً إما عاريةً تمامًا أو ترتدي معطفًا شفافًا فقط. تدعوه لممارسة الجنس معها، لكنه يرفض، مؤكدًا أنه لا يمارس الجنس أبدًا أثناء عمله. تتكرر عبارةٌ يقولها له كريول، الرجل في المطار، طوال الفيلم: "من يظن نفسه أكبر من الآخرين فليذهب إلى المقبرة. هناك سيرى الحياة الحقيقية: حفنة تراب". تُغنى هذه العبارة في أغنية فلامنكو بيتينيراس في نادٍ بإشبيلية في مرحلةٍ ما من رحلته.
في ألميريا، يُنقل في شاحنة صغيرة - يقودها رفيقٌ للمكسيكي - مكتوب عليها عبارة "لا فيدا نو فالي نادا" (الحياة لا تساوي شيئًا)، وهي عبارةٌ قالها له غيتار في إشبيلية، ويُؤخذ إلى صحراء تابيرناس. هناك يقع مجمعٌ محصّنٌ وشديد الحراسة. بعد مراقبة المجمع من بعيد، يخترق بطريقةٍ ما دفاعاته وينتظر هدفه داخل مكتبه. يسأل الهدف كيف دخل، فيجيب: "استخدمت خيالي". بعد الاغتيال بعزف على وتر غيتار، يركب عائدًا إلى مدريد، حيث يخفي البدلة التي ارتداها طوال الفيلم ويرتدي بدلة رياضية تحمل علم الكاميرون. قبل أن يغادر محطة القطار إلى رصيف مزدحم، يرمي علبة الثقاب الأخيرة.

## طاقم التمثيل
- إسحاق دو بانكولي
- بيل موري
- هيام عباس
- غايل غارسيا برنال
- Héctor Colomé  [لغات أخرى]‏
- Miguel Alcíbar  [لغات أخرى]‏
- María Isasi [الإنجليزية]‏
- خوان كارلوس جاريدو (ممثل)
- جون هرت
- تيلدا سوينتون
- جان فرانسواس ستيفن
- اليكس ديسكاس
- يويكا كيدوح
- أوسكار خاينادا
- باز دي لا هويرتا
- لويس توسار
- Richard Diment ‏

## الإنتاج

### التصوير
صوّر الفيلم في مدريد، وكان كريستوفر دويل مديرًا لتصوير الفيلم.

## الاستقبال

### الجوائز والترشيحات
الجوائز
الترشيحات

## وصلات خارجية
- حدود السيطرة على موقع IMDb (الإنجليزية)
- حدود السيطرة على موقع ميتاكريتيك (الإنجليزية)
- حدود السيطرة على موقع الموسوعة البريطانية (الإنجليزية)
- حدود السيطرة على موقع روتن توميتوز (الإنجليزية)
- حدود السيطرة على موقع نتفليكس (الإنجليزية)
- حدود السيطرة على موقع قاعدة بيانات الأفلام العربية
- حدود السيطرة على موقع ألو سيني (الفرنسية)
- حدود السيطرة على موقع Turner Classic Movies (الإنجليزية)
- حدود السيطرة على موقع أول موفي (الإنجليزية)
- حدود السيطرة على موقع بوكس أوفيس موجو (الإنجليزية)